# آن موي
آن موي (بالصينية: 梅愛芳) هي مغنية وممثلة صينية، ولدت في 1959 بهونغ كونغ في الصين، وتوفيت بنفس المكان في 16 أبريل 2000.

## وصلات خارجية
- آن موي على موقع IMDb (الإنجليزية)
- آن موي على موقع ميوزك برينز (الإنجليزية)